# Kamienica przy ulicy Jana Pawła II 4 w Siemianowicach Śląskich
Kamienica przy ulicy Jana Pawła II 4 w Siemianowicach Śląskich – secesyjna kamienica położona w Siemianowicach Śląskich przy ulicy Jana Pawła II 4, na terenie dzielnicy Centrum. 

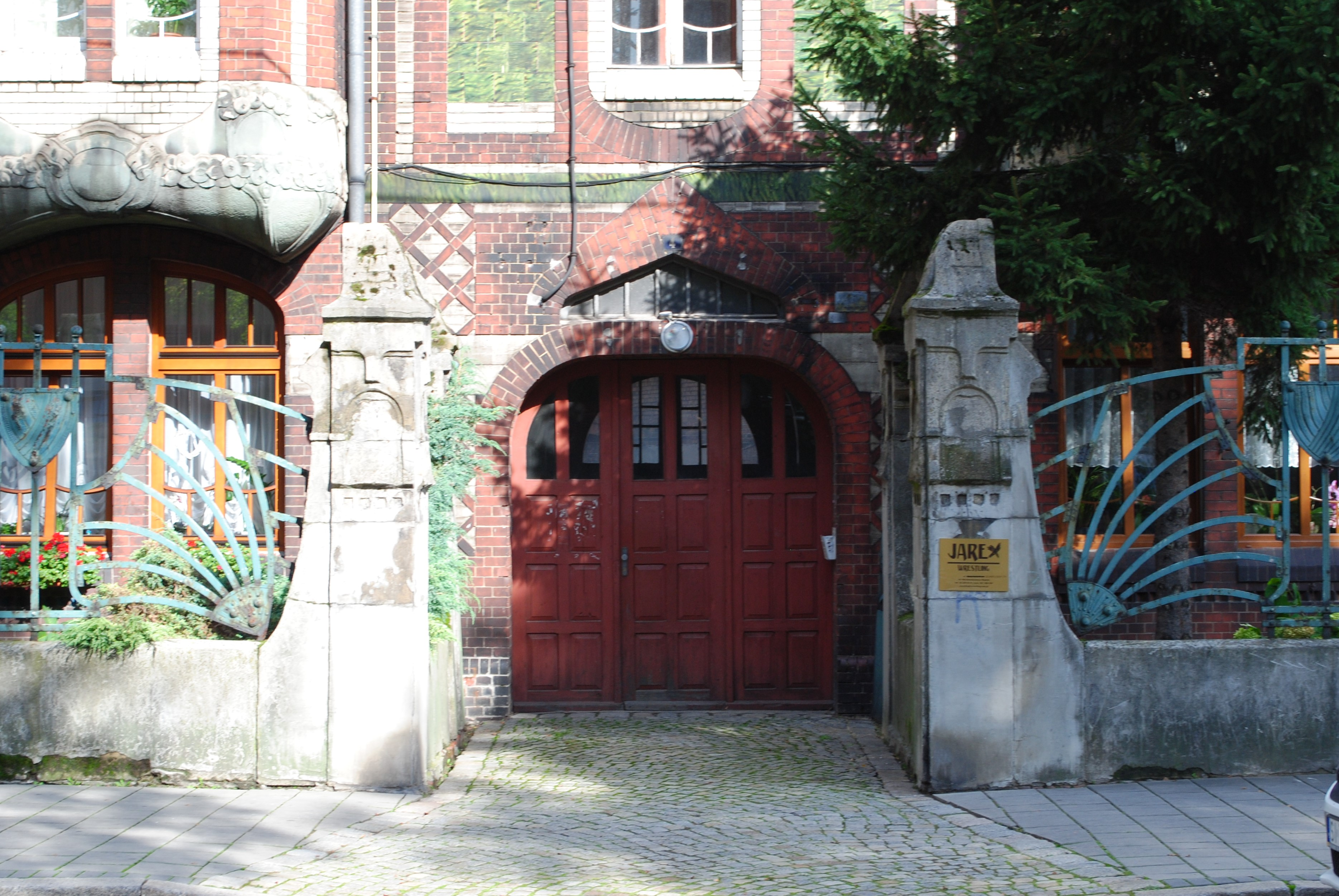
Wejście do kamienicy z widocznymi słupami w kształcie głów mężczyzn

Projekt kamienicy został podpisany w czerwcu 1906 roku przez mistrza murarskiego Johannesa Seifferta – budowniczego gminy, a inwestorem budynku był Johann Ziomek. Elewacja kamienicy architektoniczne wykazuje natomiast duże podobieństwa do bytomskiej kamienicy przy ulicy S. Moniuszki 8 – zachowany projekt kamienicy ma cechy stylistyczne projektów Wilhelma Hellera, który zaprojektował m.in. wspomnianą bytomską kamienicę. Siemianowicka kamienica wzniesiona została zaś w stylu secesyjnym w 1907 roku przy ówczesnej Hohenzollernstrasse (obecna ulica Jana Pawła II 4). Obecnie kamienica jest wpisana do gminnej ewidencji zabytków miasta Siemianowice Śląskie.
Kamienica ma cztery kondygnacje nadziemne oraz poddasze. Budynek jest ceglany, z czego na siedmioosiowej fasadzie cegła jest licowana na biało i czerwono. Na fasadzie znajdują się dwa wykusze zwieńczone konstrukcją z muru pruskiego. Elewacja na pierwszym piętrze została szczególnie zaakcentowana, na której znajdują się płyciny wykonane z zielonych, glazurowanych płytek oraz płaskorzeźbione maszkarony. Na skrajach frontowej elewacji, na ostatnich kondygnacjach, znajdują się murowane balkony wsparte na konsolach.
Przed wejściem do kamienicy znajduje się ogrodzenie, którego słupy są zwieńczone wizerunkami głów brodatych mężczyzn. Posadzka oraz boczne ściany we wnętrzu wejścia wyłożone są płytkami z lastriko z dekoracją o motywach roślinnych oraz dwoma medalionami z podobiznami kobiety i mężczyzny. 